# قصه‌های مجید (مجموعه داستان)
قصه‌های مجید عنوان مجموعه داستانی از هوشنگ مرادی کرمانی است که در ۵ جلد چاپ و منتشر شده‌است. نخستین جلد از این مجموعه در سال ۱۳۵۸ منتشر شده‌است. این کتاب بعداً به صورت یک مجلد نیز منتشر شده‌است. این مجموعه تا کنون بیش از ۲۳ بار تجدید چاپ شده‌است.

## موضوع داستان
قصه‌های مجید درباره زندگی مجید و ماجراهایی است که بر او می‌گذرد. مجید نوجوانی است که پدر و مادر خود را از دست داده و با مادربزرگش، «بی‌بی» زندگی می‌کند. در این داستان‌ها «مجید» نوجوانی است که کتاب زیاد می‌خواند، انشای او خوب است، عاشق فیلم و سینما و بازیگری است و آرزوی نویسنده شدن دارد. وی در برخی دروسش ضعیف است و...
بی‌بی و مجید با حقوق بازنشستگی پدربزرگ مجید روزگار می‌گذرانند و همچنین بی‌بی با بافتن ژاکت و مجید با کار در یک نانوایی در اوقات فراغتش، کمک خرج خانه هستند. قصه‌های مجید دارای نثر زیبا و طنزآمیز است و سرشار از ضرب‌المثل‌ها، نکات و اصطلاحات عامیانه زیبایی است که بر دل خواننده می‌نشیند.
قصه های مجید ابتدا به صورت برنامه رادیویی پخش شد. هوشنگ مرادی کرمانی به مدت ۷ سال از ۱۳۴۹تا ۱۳۵۷ نویسنده داستانهای رادیو بود. پرمخاطب‌ترین داستان رادیویی او برنامه ۱۴۰ قسمتی قصه‌های مجید بود که از رادیو تهران پخش میشد. حدود ۴۰ قصه از این قصه‌ها در قالب کتاب منتشر شد که اولین جلد آن شامل ۱۰ قصه در سال ۱۳۵۸ توسط موسسه جغرافیایی کارتوگرافی سحاب به چاپ رسید. قصه‌های مجید در سال ۱۳۵۳ به صورت نمایش رادیویی هم از برنامه خانواده رادیو پخش شد.  در این نمایش رادیویی، ژاله علو در نقش «بی‌بی» ایفای نقش کرد. قصه‌های مجید بیش از ده سال پس از انتشار نخستین مجموعه و در سال ۱۳۶۴ کتاب برگزیدهٔ سال شد.
هوشنگ مرادی کرمانی در مراسم تجلیل از کتابداران و ترویج گفتمان کتاب و کتابخوانی در رشت، درباره این مجموعه گفته‌است: «قصه‌های مجید بر مبنای واقعیت از زندگی خود من نگاشته شده‌است.»
اولین اثری که از هوشنگ مرادی کرمانی به زبان انگلیسی ترجمه شده است، داستان «سماور» از مجموعه داستان «قصه‌های مجید» بود که برای یونیسف فرستاده شد.

## اقتباس‌ها

### مینی‌سریال
براساس مجموعه داستان‌ قصه‌های مجید، یک مجموعه تلویزیونی به همین نام و به کارگردانی کیومرث پوراحمد ساخته شده‌است. این مجموعه شامل ۹ قسمت بود که در سال ۱۳۷۱، عصرهای جمعه از تلویزیون پخش می‌شد و بینندگان فراوانی داشت و محبوبیت زیادی در بین کودکان و نیز بزرگسالان پیدا کرده بود.

### فیلم
علاوه بر ۹قسمت مجموعه تلویزیونی فوق، ۲ فیلم هم از قصه‌های مجید به نام‌های «شرم» و «صبح روز بعد» توسط کیومرث پوراحمد ساخته شد. در این مجموعه تلویزیونی و فیلم‌ها، پروین‌دخت یزدانیان (مادر کیومرث پوراحمد) در نقش «بی‌بی» و مهدی باقربیگی در نقش «مجید» ایفای نقش کرده‌اند. در سال ۱۳۷۲ کیومرث پوراحمد فیلم دیگری به نام «نان و شعر» بر اساس داستانی از قصه‌های مجید ساخت.

### کتاب صوتی
استودیوی نوین کتاب گویا نسخه صوتی این کتاب را در ۲۱ ساعت و ۱۸ دقیقه به بازار عرضه کرده. راوی کتاب مهدی پاکدل است و مهدی زارع موسیقی آنرا ساخته. کتاب صوتی قصه‌های مجید در سه حلقه سی‌دی در اختیار علاقمندان قرار گرفته است. برای طرفداران قصه‌های مجید، نویسنده محبوب جلد این نسخه صوتی را هم امضا کرده است. [3]
در مراسم رونمایی از کتاب صوتی قصه‌های مجید در خانهٔ هنرمندان ایران در ۱۶ شهریور ۱۳۹۷ هوشنگ مرادی کرمانی از زمان پخش سریال چنین گفت: «زمانی که قصه‌های مجید از تلویزیون پخش شد، کرمانی‌ها از من دلخور شدند چون قصه‌های مجید را اثر ملی خود می‌دانستند و با ساخت مجموعه داستانی «قصه‌های مجید» توسط کیومرث پوراحمد این قصه‌ها رنگ و بوی اصفهانی به خود گرفته بودند. کرمانی‌ها به من می‌گفتند چقدر گرفتی تا این قصه‌ها را به اصفهانی‌های زرنگ بفروشی. من هم در جواب آن‌ها می‌گفتم اصفهانی‌ها آن‌قدر زرنگ هستند که پول نمی‌دهند قصه‌های مجید را بخرند. تلویزیون این مجموعه را ساخته است. البته باید به این نکته اشاره کنم که قصه‌های مجید برای همه مردم ایران است، درست است که نویسندهٔ آن کرمانی است. مجید یک شخصیت ایرانی است که می‌تواند لباس هر قومی را بپوشد. این کتاب به زبان‌های مختلفی منتشر شده است و چندی پیش هم به زبان کردی ترجمه و منتشر شد و روی جلد این کتاب عکس مجید با لباس کردی منتشر شده است.» وی افزود: قصه‌های مجید هم خواندنی و هم شنیدنی است. از سال ۱۳۵۳ تا سال ۱۳۵۷ این قصه‌ها از رادیو پنجشنبه‌ها پخش می‌شد و در آن زمان خیلی از دانش‌آموزان پنجشنبه صبح‌ها بهانه تراشی می‌کردند تا مدرسه نروند و این قصه‌ها را بشنوند. برخی هم یواشکی با خود رادیو به مدرسه می‌بردند» او همچنین دربارهٔ شهرت کتاب گفته است: «بعد از کتاب قصه‌های مجید من ۱۶ کتاب دیگر نوشته‌ام اما هیچ یک از این کتاب‌ها به شهرت قصه‌های مجید نرسیدند. من سال‌ها مبارزه کردم تا بگویم که من کتاب‌های دیگری هم دارم اما دیدم تلاش‌هایم بی‌نتیجه است.[4]